# Songodin (Boussouma)
Pour les articles homonymes, voir Songodin.
Songodin est une localité située dans le département de Boussouma de la province du Sanmatenga dans la région Centre-Nord au Burkina Faso.

## Éducation et santé
Le centre de soins le plus proche de Songodin est le centre médical avec antenne chirurgicale (CMA) de Boussouma tandis que le centre hospitalier régional (CHR) se trouve à Kaya.